# 소련-일본 국경 분쟁
소련-일본 국경 분쟁은 1932년부터 1939년까지 소련 (지휘: 이오시프 스탈린), 몽골 인민공화국 (지휘: 허를러깅 처이발상) 및 일본 제국 (지휘: 쇼와 천황) 사이에 동북아시아에서 벌어진 일련의 소규모 및 대규모 분쟁이다.
둥베이에서 일본의 팽창은 일본이 점령한 만주와 러시아 극동 사이에 공동 국경을 형성했다. 이는 소련과의 긴장을 고조시켰고, 양측은 자주 국경을 침범하고 상대방을 비난했다. 몽골 인민공화국과 만주국이라는 각자의 종속국을 포함하여 소련과 일본은 1935년부터 1939년 할힌골 전투에서 소련-몽골이 일본에 승리할 때까지 일련의 점증적인 소규모 국경 충돌과 토벌을 벌였으며, 이는 분쟁을 해결하고 국경을 현상 유지로 되돌렸다.
소련-일본 국경 분쟁은 1941년 소련-일본 중립 조약 체결에 크게 기여했다.

## 배경
소련-일본 국경 분쟁 또는 소련-일본 국경 전쟁이라는 이름은 아마도 소련의 신문 프라우다 ("진실")(러시아어: Советско-Японские Погра́ничные Конфликты/поганичная война́)와 1930년대 일본 신문에서 유래했을 것이다. 청일 전쟁과 중국의 의화단 운동에 대한 열강 8국 개입 이후, 청나라의 만주와 대한제국에 대한 지배력은 크게 약화되어 러시아 제국과 일본 제국 모두 이 영토에 대한 통제권을 놓고 경쟁하게 되었다.
1931년부터 1932년까지 쇼와 천황의 일본의 만주 침공 (1926년 다이쇼 천황 사망 후) 이후, 만주국, 몽골 인민공화국 및 소련 사이의 국경 침범이 빈번하게 발생했다. 이들 중 상당수는 국경이 충분히 표시되지 않은 것에서 비롯된 오해였지만, 일부는 의도적인 간첩 행위였다. 일본 제국 육군에 따르면 1932년부터 1934년까지 152건의 국경 분쟁이 발생했는데, 이는 주로 소련이 정보 목적으로 만주에 침투했기 때문이었다. 소련은 1933년에만 일본이 15건의 국경 침범, 6건의 공중 침입, 20건의 "스파이 밀수" 사건을 저질렀다고 비난했다. 이후 몇 년 동안 양측은 수백 건의 추가 침범을 보고했다. 설상가상으로 소련-일본 외교와 신뢰는 더욱 떨어졌고, 일본은 1935년 7월 제7차 코민테른 회의에서 공개적으로 "파시스트 적"으로 불렸다.

## 러시아와 일본 간의 소규모 충돌

### 1935년 사건
1935년 1월 또는 2월 초에 첫 총격전이 발생했다. 그 후 1939년 4월까지 일본 제국 육군은 108건의 그러한 사건을 기록했다. 1935년 1월 8일, 첫 무장 충돌인 할하미아오 사건 (哈爾哈廟事件, Haruhabyō jiken)이 몽골과 만주국 국경에서 발생했다. 몽골 인민군의 수십 명의 기병들이 분쟁 중인 어장 근처의 만주에 침범하여, 일본인 군사 고문이 이끄는 할하미아오의 불교 사원 근처에서 11명의 만주국군 순찰대와 교전했다. 만주국군은 일본군 장교를 포함하여 부상자 6명과 사망자 2명의 경미한 사상자를 입었다. 몽골군은 사상자가 없었으며, 일본군이 분쟁 지역을 탈환하기 위해 토벌을 보냈을 때 철수했다. 2개의 기동 기병 중대, 기관총 중대, 준전차 소대가 파견되어 3주 동안 저항 없이 그 지점을 점령했다.
1935년 6월, 일본군과 소련군은 한카호 서쪽에서 11명의 일본 순찰대가 만주국 영토로 추정되는 곳에서 6명의 소련 기마병에게 공격을 받았을 때 처음으로 직접 총격을 교환했다. 이어진 총격전에서 소련군 병사 1명이 사망하고 말 2필이 포획되었다. 일본이 소련에 공동 조사를 요청했지만, 소련은 이 요청을 거부했다.
1935년 10월, 9명의 일본군과 32명의 만주국군 국경 수비대가 쑤이펀허에서 북쪽으로 약 20킬로미터 떨어진 곳에 초소를 설치하던 중 50명의 소련군 부대에게 공격을 받았다. 소련군은 소총과 5문의 중기관총으로 그들에게 발포했다. 이어진 충돌에서 일본군 2명과 만주국군 4명이 사망하고 5명이 부상당했다. 만주국 외교부 대표는 쑤이펀허의 소련 영사에게 구두 항의를 제기했다. 일본 제국 육군 관동군 또한 정보 장교를 파견하여 충돌 현장을 조사했다.
1935년 12월 19일, 부이르호 남서쪽에서 정찰 임무를 수행하던 만주국군 부대가 몽골군과 충돌하여 병사 10명을 포로로 잡았다고 보고되었다. 5일 후, 트럭에 탑승한 몽골군 60명이 만주국군을 공격했지만 격퇴되었고, 이 과정에서 만주국군 3명이 사망했다. 같은 날, 브룬더스에서 몽골 병사들이 낮에 세 차례, 밤에 한 차례 더 만주국군을 초소에서 몰아내려 시도했지만 모두 실패했다. 1월에도 만주국군 초소에서 만주국군을 몰아내려는 소규모 시도가 있었으며, 이번에는 몽골군이 정찰 임무에 비행기를 사용했다. 트럭 3대에 소규모 일본군 부대가 도착하면서 이러한 시도 또한 양측에 약간의 사상자를 내며 실패했다. 포로로 잡힌 10명을 제외하고 이러한 충돌에서 몽골군 사상자는 알려지지 않았다.

### 1936년 국경 사건
1936년 2월, 스기모토 야스오 중령은 제14기병연대에서 분견대를 조직하라는 명령을 받았으며, 가사이 헤이주로 중장의 말에 따르면 "올랑쿠두크 지역에서 외몽골 침입자를 몰아내라"는 명령을 받았다. 스기모토의 분견대에는 기병 포, 중기관총 및 준전차가 포함되었다. 그에 대항하는 140명의 몽골군은 중기관총과 경포로 무장했다. 2월 12일, 스기모토의 병사들은 몽골군을 남쪽으로 성공적으로 몰아냈으며, 이 과정에서 8명이 사망하고 4명이 부상당했으며 준전차 1대가 파괴되었다. 그 후 그들은 철수하기 시작했지만, 몽골 장갑차 5-6대와 폭격기 2대의 공격을 받았는데, 이는 잠시 일본군 종대에 큰 피해를 입혔다. 이는 부대가 포병 지원을 받아 장갑차를 파괴하거나 몰아낼 수 있게 되면서 해결되었다.
1936년 3월, 타우란 사건 (タウラン事件, Tauran jiken) (ja)이 발생했다. 이 전투에서 일본군과 몽골군 모두 소수의 장갑 전투 차량과 군용 항공기를 사용했다. 1936년 3월의 타우란 사건은 100명의 몽골군과 6명의 소련군이 몽골 타우란 마을을 공격하여 점령하고 소규모 만주 주둔군을 몰아낸 결과로 발생했다. 그들은 소수의 경폭격기와 장갑차의 지원을 받았지만, 그들의 폭격 출격은 일본군에 어떠한 피해도 입히지 못했고, 그들 중 3대는 일본군 중기관총에 격추되었다. 현지 일본군은 반격하여 수십 차례 마을에 폭격 출격을 감행했으며, 결국 400명의 병사와 10대의 준전차로 마을을 공격했다. 그 결과 몽골군은 참패하여 소련 고문관 3명을 포함하여 56명의 병사가 사망했고, 부상자 수는 알 수 없었다. 일본군 손실은 사망 27명, 부상 9명에 달했다.
1936년 3월 후반에, 이번에는 일본군과 소련군 사이에 또 다른 국경 충돌이 발생했다. 국경 침범 보고에 따라 일본 조선군은 트럭으로 10명의 병사를 보내 조사를 벌였으나, 이 부대 자체는 일본이 주장하는 영토 300미터 내부에 배치된 소련군 NKVD 병사 20명에게 매복 공격을 받았다. 여러 명의 사상자를 낸 후, 일본 순찰대는 철수하여 몇 시간 내에 100명의 증원군을 불러들였고, 이들은 소련군을 격퇴했다. 그러나 그날 늦게 NKVD 또한 증원군을 불러들이면서 전투가 다시 벌어졌다. 밤이 되자 전투는 멈췄고 양측은 모두 후퇴했다. 소련은 전투에서 사망한 일본군 병사 2명의 시신을 돌려주기로 합의했으며, 이는 일본 정부에 의해 고무적인 것으로 여겨졌다.
1936년 4월 초, 쑤이펀허 근처에서 일본 병사 3명이 사망했는데, 이는 수많은 소규모이며 거의 기록되지 않은 충돌 중 하나였다. 그러나 이 사건은 소련이 다시 사망한 군인들의 시신을 돌려주었다는 점에서 주목할 만했다.

### 1937년

#### 칸차주 섬 사건
1937년 6월, 칸차주 섬 사건 (乾岔子島事件, Kanchazutou jiken) (ja)이 아무르강의 소련-만주국 국경에서 발생했다. 3척의 소련 포함이 강 중앙선을 넘어 병력을 하역하고 칸차주(Kanchatzu라고도 표기) 섬을 점령했다. 일본 제국 육군 제1사단 병사들은 말 두 마리가 끄는 37mm 포 두 문을 사용하여 급히 임시 사격장을 설치하고, 고폭탄과 철갑탄을 장전했다. 그들은 소련군에게 포격을 가해 선두 포함을 격침시키고 두 번째 포함을 무력화했으며 세 번째 포함을 몰아냈다. 일본군은 그 후 침몰한 선박의 수영하는 승무원들에게 기관총을 발사했다. 이 사건으로 소련군 병사 37명이 사망했고, 일본군 병력은 사상자가 없었다. 일본 외무성은 항의하고 소련 병사들이 섬에서 철수할 것을 요구했다. 소련 지도부는 이러한 전시에 분명히 충격을 받았고 상황이 확대되는 것을 원치 않아 동의하고 병력을 철수시켰다.

#### 1937년–1941년중일 전쟁중 소련의 중국 개입
1937년 7월, 일본은 중국을 침공하여 중일 전쟁을 시작했다. 일본의 침공으로 소련-일본 관계는 냉각되었고, 소련 국가 원수 미하일 칼리닌은 같은 달 모스크바에서 미국 대사 윌리엄 C. 불릿에게 소련이 유럽의 나치 독일과 아시아의 일본의 공격에 대비하고 있다고 말했다. 전쟁의 첫 2년 동안 소련은 중국을 크게 도왔고, 이는 일본과의 긴장을 고조시켰다. 1937년 10월부터 1939년 9월까지 소련은 중국에 전차 82대, 포병 1,300문 이상, 기관총 14,000정 이상, 소총 50,000정, 트럭 및 트랙터 1,550대, 그리고 탄약, 장비 및 보급품을 공급했다. 또한 소비에트 자원군의 일환으로 3,665명의 군사 고문 및 자원병을 제공했다. 이들 중 195명은 거의 모두 장교였으며 일본군과의 전투에서 사망했다. 대규모 원조는 소련-일본 국경 분쟁이 끝날 무렵 중단되었다.

## 하산호 전투 (1938년)
하산호 전투 (1938년 7월 29일 – 8월 11일), 중국과 일본에서는 "장구봉 사건" (중국어 간체자: 张鼓峰事件, 병음: Zhānggǔfēng Shìjiàn, 일본어 발음: Chōkohō Jiken)으로도 알려져 있으며, 만주국 (일본군에 의해)에서 소련이 주장하는 영토로 침범하려던 시도였다. 이 침범은 일본 측이 전 러시아 제국과 중국의 청나라 간의 베이징 조약 (및 이후의 경계 획정 보충 협정)에 근거한 국경 경계선 획정을 소련이 오해했고, 또한 경계 표지가 조작되었다고 믿었기 때문이었다. 일본 제19사단은 분쟁 지역에서 소련 주둔군을 축출했으며, 압도적으로 많고 중무장한 소련군의 수많은 반격을 격퇴했다. 양측 모두 막대한 손실을 입었다. 이 분쟁은 8월 10일 모스크바 주재 일본 대사가 평화를 요청하면서 외교적으로 해결되었다. 일본군은 다음 날 철수했으며, 소련군은 그 지역을 다시 점령했다.

## 1939년 주요 분쟁
1939년 소련과 일본 간의 충돌은 일부 역사학자들에게 "잊혀진 소련-일본 전쟁"으로 불린다. 이는 제2차 세계 대전에서 일본의 전략적 결정에 지속적이고 중요한 영향을 미쳤다.

### 할힌골 전투

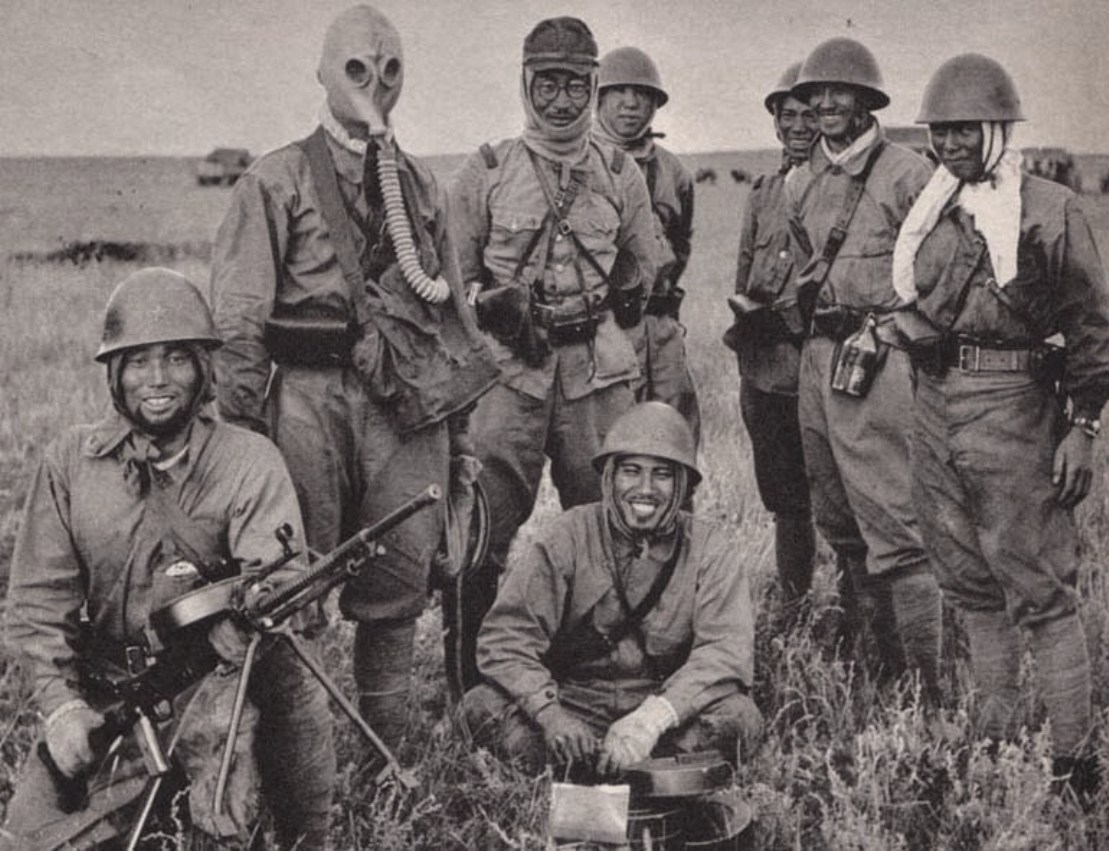
할힌골 전투 중 노획한 소련 장비를 들고 포즈를 취하는 일본 병사들.

할힌골 전투는 전장을 지나는 할하강의 이름을 따서 할힌골 또는 할킨골이라고도 표기하며, 일본에서는 노몬한 사건으로 알려져 있다. 이는 비선전포고 소련-일본 국경 전쟁의 결정적인 전투였다. 1939년 5월과 6월의 국지전 이후, 군단급 병력이 참여하는 교전이 발생했으며, 소련군은 다시 일본군보다 훨씬 더 많고 중무장했다. 주요 교전은 세 단계로 나뉜다:
- 7월의 초기 일본군 공격 (7월 2일~25일): 물질적으로나 수적으로 우월한 소련군을 전멸시키기 위한 의도였다. 소련군은 일본군에 비해 매우 큰 손실을 입었고 일본군은 약간의 전과를 올렸지만, 끈질긴 저항과 장갑차의 반격으로 일본군의 공격은 좌절되었다. 소규모 교전으로 교착 상태에 빠졌다.
- 8월 초의 실패한 소련군 정찰 공격 (8월 7일~8일, 8월 20일): 전과 없이 상당한 사상자를 내며 격퇴되었다. 이 세 단계 사이의 중간 기간 동안 소련군은 병력을 증강했지만, 일본군은 분쟁이 확대될 것을 우려하여 그렇게 하는 것이 금지되었다.
- 8월 후반 노몬한에서의 성공적인 소련군 반격: 완전한 병력을 구축한 소련군은 제23사단의 잔여 병력을 포위하여 8월 31일까지 강 서쪽의 모든 일본군 병력을 전멸시켰다.[14]

이 교전에서 소련과 몽골군은 일본군을 물리치고 몽골에서 추방했다. 소련과 일본은 9월 15일에 휴전에 합의했으며, 다음 날 발효되었다. 러시아 극동의 위협에서 벗어난 이오시프 스탈린은 독일 국과 협상을 체결한 후 1939년 9월 17일에 소련의 폴란드 침공을 진행했다.

### 1941년–1945년 소련-일본 중립 조약
할힌골에서 일본이 패배한 후, 일본과 소련은 1941년 4월 13일 소련-일본 중립 조약을 체결했는데, 이는 1939년 8월 독일과 소련 간의 독일-소련 불가침 조약과 유사했다. 1941년 후반, 일본은 바르바로사 작전으로 나치 독일이 소련을 침공했을 때 조약을 파기할 것을 고려했지만, 진주만 공격 후 대신 조약을 유지하고 동남아시아로 계속 진출하는 중요한 결정을 내렸다. 이는 주로 할힌골 전투 때문이라고 한다. 그곳에서의 패배로 일본은 삼국 동맹 조약의 일부였음에도 불구하고 소련에 대항하여 독일과 합류하지 않았다. 1945년 4월 5일, 소련은 1946년 4월 13일 조약 만료 시 갱신하지 않을 것이라고 언급하며 일방적으로 중립 조약을 비난했다. 4개월 후, 중립 조약 만료 전 그리고 히로시마·나가사키 원자폭탄 투하 사이에 소련은 일본에 선전포고를 했고, 이는 일본을 완전히 놀라게 했다. 1945년 소련의 만주 침공은 일본에 대한 선전포고 1시간 후에 시작되었다.

## 미디어/영화에서의 묘사
제2차 세계 대전 초기의 일본과 소련 간의 전투는 대한민국 영화 마이 웨이에서 중요한 역할을 한다. 이 영화에서 일본 병사들 (일본군에 복무하는 한국인 포함)은 소련군과 싸우고 포로로 잡혀 소련군을 위해 싸우게 된다.
무라카미 하루키의 일본 소설 태엽 감는 새 연대기에서는 소련-일본 국경 분쟁을 포함하여 1931년~1948년 기간 동안 일본의 북중국 개입에 대한 회상이 자주 등장한다. 소설의 두 조연 캐릭터인 관동군에 복무했던 마미야 중위와 혼다 씨는 몽골 인민공화국에 대한 (가상의) 실패한 습격과 이어진 할힌골 전투로 인해 심각한 정신적, 신체적 영향을 받았다. 이 소설은 이러한 사건들, 특히 실패한 습격을 상세히 설명하며, 더 큰 이야기에서 중요한 역할을 한다.

## 같이 보기
- 동청 철도 및 남만주철도주식회사
- 관동군 특종 연습
- 제2차 세계 대전 기간의 몽골
- 러일 전쟁
- 중국-소련 분쟁 (1929년)
- 소련의 신장 침공
- 소련-일본 전쟁
- 중소 국경 분쟁

## 내용주
1. ↑  또한 소련-일본 국경 전쟁, 제1차 소련-일본 전쟁, 러시아-몽골-일본 국경 전쟁 또는 소련-몽골-일본 국경 전쟁으로도 알려져 있다.

## 참고 서적
- Coox, Alvin D. (1990). 《Nomonhan: Japan Against Russia, 1939》. 스탠퍼드 대학교 출판부. ISBN 978-0-8047-1835-6.
- Walg, A. J. (1997년 3월–4월). “Wings over the Steppe: Aerial Warfare in Mongolia 1930–1945, Part Three”. 《에어 엔수지아스트》. 68호. 70–73쪽. ISSN 0143-5450.

틀:USSR conflicts